# Bitecta flaveola
Bitecta flaveola är en fjärilsart som beskrevs av Rothschild 1912. Bitecta flaveola ingår i släktet Bitecta och familjen björnspinnare. Inga underarter finns listade i Catalogue of Life.